# الطوير (تعز)
الطوير هي إحدى قرى الجمهورية اليمنية. وهي تتبع جغرافيًا لمحافظة تعز. وإداريًا لمديرية مقبنة. يبلغ تعداد سكانها 1568 نسمة حسب الإحصاء الذي جرى عام 2004.